# St. Thomas am Blasenstein
St. Thomas am Blasenstein (auch Sankt Thomas am Blasenstein) ist eine Marktgemeinde in Oberösterreich im Bezirk Perg im Mühlviertel mit 934 Einwohnern (Stand 1. Jänner 2024).
Die seit 2003 zum Gerichtsbezirk Perg (zuvor zum ehemaligen Gerichtsbezirk Grein) zählende Gemeinde befindet sich etwa 17 Kilometer nordöstlich der Bezirkshauptstadt Perg, wo sich auch das zuständige Bezirksgericht befindet.
Die Erhebung zum Markt erfolgte 1975. Seit 2005 gehören Teile des Gemeindegebietes zum Naturpark Mühlviertel. St. Thomas am Blasenstein ist eine von 18 Mitgliedergemeinden der Leader-Region Strudengau.

## Geografie
St. Thomas am Blasenstein im unteren Mühlviertel verfügt nach St. Georgen am Walde über das zweithöchstgelegene Ortszentrum im Bezirk Perg. Es befindet sich auf einer Höhe von 723 m ü. A.
Das Gemeindegebiet hat eine Ausdehnung von Nord nach Süd 5,6 Kilometer und von West nach Ost 8,4 Kilometer und eine Gesamtfläche von 29,04 Quadratkilometer, davon wurden im Jahr 2005 5,19 km² dem Naturpark Mühlviertel gewidmet. 43,1 % der Fläche sind bewaldet, 52,1 % der Fläche werden landwirtschaftlich genutzt.
Die höchste Erhebung auf dem Gemeindegebiet ist der Steirederberg mit 765 m ü. A. Bemerkenswert sind auch die Erhebungen beim Anwesen Schatzl mit 756 m ü. A., der Kienastberg mit 747 m ü. A., das Naturdenkmal Zigeunermauer auf 744 m ü. A. und die Bärenluckn auf 738 m ü. A. Der Unterschied zu den niedrigsten Punkten auf etwa 320 m ü. A. an der südlichen Gemeindegrenze am Käfermühlbach ist beträchtlich.

### Geologie
Die Gemeinde liegt im Untermühlviertler Schollenland, einem Ausläufer des Granit- und Gneisplateaus. Aus geologischer und geomorphologischer Sicht sowie unter Aspekten der Raumnutzung gehört das Gemeindegebiet von St. Thomas am Blasenstein zur Gänze zur oberösterreichischen Raumeinheit Aist-Naarn-Kuppenland.

### Gewässer
Die nördliche und nordöstliche Grenze zu den Nachbargemeinden Pierbach und Königswiesen (Katastralgemeinde Mönchdorf) im Bezirk Freistadt wird weitgehend vom Roßgrabenbach gebildet, der bei Pierbach in die Große Naarn mündet. Die nordwestliche und westliche Grenze zu Rechberg verläuft entlang des Hinterbergbachs (= Rechbergerbach), der zum Gewässernetz des Tobrabachs gehört. Im Osten bilden die zum Einzugsgebiet des Klambachs zählenden Bäche Maselsdorfer-, Senfmühl- und Klausmühlbach die Grenze zu Mönchdorf (Gemeinde Königswiesen), Pabneukirchen und ein kleines Stück zu Bad Kreuzen. Entlang der südwestlichen Grenze zu Münzbach (Katastralgemeinde Innernstein) wird daraus der Käfermühlbach. Der Willersdorferbach ist ein Zufluss zum Maselsdorferbach.

### Gemeindegliederung
| Katastralgemeinden                    | Ortschaften in der Gemeinde |
| ------------------------------------- | --- |
| St. Thomas am Blasenstein (29,04 km²) | Großmaseldorf (ZH) · Kleinmaseldorf (ZH) · Mitter Sankt Thomas (M) Sallmansdorf (ZH) Teichsiedlung (Sdlg) Ober Sankt Thomas (ZH) · Pierbach (ZH) · Puchberg (E) · Rechberg (ZH) · Thomasreith (ZH) · Thomastal (ZH) · Unter Sankt Thomas (ZH) · Untermaseldorf (ZH) |
| Legende                               | |

| In der Spalte Katastralgemeinden sind sämtliche Katastralgemeinden einer Gemeinde angeführt. In der Klammer ist die jeweilige Fläche in km² angegeben. |
| In der Spalte Ortschaften sind sämtliche von der Statistik Austria erfassten Siedlungen, die auch eine eigene Ortschaftskennziffer aufweisen, angeführt. In der Hierarchieebene derselben Spalte, rechts eingerückt, werden nur Ansiedlungen, die mindestens aus mehreren Häusern bestehen, dargestellt. Die wichtigsten der verwendeten Abkürzungen sind: - M = Hauptort der Gemeinde - Stt = Stadtteil - R = Rotte - W = Weiler - D = Dorf - ZH = Zerstreute Häuser - Sdlg = Siedlung - Hgr = Häusergruppe - E = Einzelgehöft (nur wenn sie eine eigene Ortschaftskennziffer haben) Die komplette Liste der Statistik Austria ist in: Topographische Siedlungskennzeichnung nach STAT Zu beachten ist, dass manche Orte unterschiedliche Schreibweisen haben können. So können sich Katastralgemeinden anders schreiben als gleichnamige Ortschaften bzw. Gemeinden. Quelle: Statistik Austria – |

St. Thomas am Blasenstein besteht aus folgenden Ortschaften (in Klammern Einwohnerzahl Stand 1. Jänner 2024):
- Großmaseldorf (66)
- Kleinmaseldorf (49)
- Mitter Sankt Thomas (52)
- Ober Sankt Thomas (157)
- Pierbach (15)
- Rechberg (27)
- Thomasreit (91)
- Thomastal (12)
- Untermaseldorf (43)
- Unter Sankt Thomas (78)
- Puchberg (0)
- Markt (81)
- Kirchenweg (46)
- Teichsiedlung (42)
- Am Sonnenhang (46)
- Bergweg (28)
- Schulstraße (49)
- Panoramaweg (52)

### Nachbargemeinden
| Rechberg | Pierbach                                    | Königswiesen  |
|          | Kompassrose, die auf Nachbargemeinden zeigt | Pabneukirchen |
| Münzbach |                                             | Bad Kreuzen   |

## Geschichte

### Umfeld
St. Thomas am Blasenstein teilt die wechselvolle Geschichte des Landes Oberösterreich.
Während der Römerzeit lag das heutige Gemeindegebiet von St. Thomas am Blasenstein nur wenige Kilometer nördlich der Grenze der Provinz Noricum, die in diesem Bereich vom Limes beziehungsweise von der Donau gebildet wurde, bereits außerhalb der 7,5 Kilometer breiten Pufferzone zwischen Römern und Barbaren. Das römische Kastell Adiuvense (Wallsee) und das römische Militärlager Lauriacum (Enns/Lorch) lagen in Sichtweite. Siedlungsspuren aus dieser Zeit sind auf dem Gebiet der Gemeinde St. Thomas am Blasenstein nicht nachweisbar.
Zur Zeit der Babenberger lag St. Thomas am Blasenstein in der Markgrafschaft beziehungsweise später im Herzogtum Österreich im Grenzbereich zwischen Riedmark und Machland sowie in Gebieten der Herren von Perg bzw. später der Herren von Machland.

### Ortsgeschichte
Bischof Reginbert von Passau schenkte dem Augustiner Chorherrenstift Säbnich 1147 ein dem Heiligen Thomas geweihtes Eigenkirchlein, das als Burgkapelle gedient haben soll.
Otto und Walchun von Machland besaßen um 1150 zwei Burgen Blasenstein, „duo Castra Plasenstein“, die sie gemäß dem Passauer Traditionskodex an das Bistum Passau schenkten. Die Burgen dürften nach Fundmaterial und Untersuchungen etwa um 1100 errichtet worden sein und werden als Ursprung der Siedlung Blasenstein angesehen. Erst als die Burgen Ende des 13. Jahrhunderts verlassen wurden und Ende des 14. Jahrhunderts eine große Wallfahrtskirche gebaut wurde, bekam die Siedlung den Namen des Kirchenpatrons (St. Thomas Pfarr, Thomasberg, St. Thomas).
Um 1260 waren im Urbar des böhmischen Herrschers Ottokars II. mehrere Güter und die zu leistenden Dienste angeführt, später werden die Kapeller, Liechtensteiner und Zelkinger als Ortsherren genannt. Hinsichtlich der Bestellung des Ortsrichters lagen diese im Streit mit dem Kloster Waldhausen, das ebenfalls über Besitzungen verfügte.
Ab dem 14. Jahrhundert bestand eine Pfarrgemeinschaft mit der Pfarre Münzbach, wobei St. Thomas als Filialkirche von Münzbach bezeichnet wurde. Beide Pfarren waren damals dem Stift Waldhausen einverleibt. 1347 erhielt die Kirche auf Grund einer Messstiftung Herzog Albrecht II. einen ständigen Seelsorger und eine tägliche Frühmesse. Wenig später ist aber neuerlich nur ein Priester für beide Pfarren nachgewiesen.
Im heutigen Gemeindegebiet hatten damals auch folgende Herrschaften ihren Sitz:
- Burgruine Klingenberg (verfallen ab dem 17. Jahrhundert)
- Burgruine Saxenegg (verfallen im 15. Jahrhundert)

Im Jahr 1483 wurde das Gassengericht in St. Thomas erwähnt.
Seit 1490 wird der Ort dem Fürstentum 'Österreich ob der Enns' zugerechnet.
1530 gelangte Münzbach an die Prager zu Windhaag, während St. Thomas bei Waldhausen beziehungsweise während der Protestantenzeit beim Bistum Passau verblieb und seither als selbständige Pfarre besteht. Nach der Aufhebung des Klosters Waldhausen war St. Thomas Religionsfonds-Pfarre und gehört heute zum Dekanat Grein.
Im Weinberger Urbar von 1591 wurden für St. Thomas drei Markttermine genannt: vom Sonntag vor Christi Himmelfahrt bis nach Pfingsten (2 Wochen), die drei Samstage nach dem 29. September und vom St. Thomastag (21. Dezember) bis über die Weihnachtsfeiertage, wobei die Markttermine im Frühling und im Dezember bis ins 14. Jahrhundert zurückgehen könnten.
Das Weistum von St. Thomas aus dem Jahr 1573 bzw. dessen Überarbeitung im Jahr 1589 ist eine Sammlung von Rechtssätzen, die das gemeinschaftliche Leben regelt, von den Jahrmärkten und Kirtagen über Diebstähle, Schlägereien, Beschimpfungen und Grenzstreitigkeiten bis zum Weiderecht, Feuerschutz, Hauskauf und den Richtern, Handwerkern, Dienstboten und Inleuten. Die Taidinge in St. Thomas wurden ungefähr zwei Wochen nach dem Sankt Erhardstag (8. Januar) abgehalten. Sie mussten am Sonntag zuvor in der Kirche angekündigt und bei Strafandrohung besucht werden. Die Versammlung fand vermutlich in der Weinberger Schenke, dem heutigen Gasthof Ahorner, statt.
1629 wurden die Zelkinger von den Thürheims abgelöst, die im Zuge der bayerischen Besetzung ins Land kamen und bis 1848 die Herrschaft innehatten. Während der Napoleonischen Kriege war der Ort mehrfach besetzt.
Seit 1918 gehört der Ort zum Bundesland Oberösterreich. Nach dem Anschluss Österreichs an das Deutsche Reich am 13. März 1938 gehörte der Ort zum Gau Oberdonau. Nach 1945 erfolgte die Wiederherstellung Oberösterreichs. St. Thomas lag bis 1955 in der sowjetischen Besatzungszone.
Am 11. August 1975 erfolgte die Erhebung zur Marktgemeinde.

## Bevölkerung

### Bevölkerungsentwicklung
Die Anzahl der Einwohner von St. Thomas am Blasenstein stieg in der zweiten Hälfte des 19. Jahrhunderts zunächst auf knapp mehr als 1.200 Einwohner an. In den darauf folgenden Jahrzehnten schwankte die Personenanzahl, nahm aber insgesamt leicht ab und unterschritt 1934 erstmals die Marke von 1100 Einwohnern und 1971 jene von 1000 Einwohnern. Nachdem 2001 der niedrigste Wert mit 876 Einwohnern festgestellt wurde, hat bis 2011 die Einwohneranzahl wieder leicht zugenommen.
Die Gemeinde St. Thomas am Blasenstein hatte am 1. Jänner 2011 930 Einwohner, davon 483 Männer und 447 Frauen.
Die grobe Altersstruktur der Bevölkerung von St. Thomas am Blasenstein zum 1. Jänner 2001 zeigt, dass 60,9 % der Bewohner über 15 und unter 65 Jahre alt sind. Mit 20,2 % ist etwa ein Fünftel der Bevölkerung jünger und mit 18,9 % etwas weniger als ein Fünftel der Bevölkerung älter. Der Frauenanteil liegt bei der Hauptgruppe bei 47,5 und bei den jüngeren Personen bei 44,7 % während er bei den älteren Personen mit 53,4 % deutlich höher als bei den beiden erstgenannten Gruppen liegt.
Von den 710 Einwohnern, die am 1. Jänner 2001 über 15 Jahre alt waren, sind 361 beziehungsweise 50,8 % Frauen. 16 Einwohner, das sind 2,2 % der über Fünfzehnjährigen, haben den Abschluss einer Universität, Fachhochschule oder Akademie, der Frauenanteil liegt hier mit 68,8 % überdurchschnittlich hoch. Weitere 34 Einwohner, das sind 4,2 % der relevanten Bevölkerungsgruppe, haben die Matura, dabei liegt der Frauenanteil mit 76,5 % ebenfalls über dem Durchschnitt der betreffenden Bevölkerungsgruppe. 295 Einwohner, das sind mit 41,5 % etwa zwei Fünftel der über Fünfzehnjährigen, haben eine Lehre oder berufsbildende mittlere Schule abgeschlossen, wobei der Frauenanteil 34,2 % beträgt. 365 oder 51,4 % der Einwohner haben nur einen Pflichtschulabschluss. Darunter sind fast zwei Drittel Frauen.

### Herkunft und Sprache
97,8 % der Einwohner von St. Thomas am Blasenstein sind zum 1. Jänner 2011 österreichische Staatsbürger und 97,2 % wurden in Österreich geboren. 1,3 % der Einwohner kommen aus anderen EU-Staaten, 0,9 % aus Nicht-EU-Staaten.
Der mittel- oder donaubairische Dialekt ist eine bairische Dialektform, die in ganz Oberösterreich verbreitet ist. Der ostösterreichische Zweig des Mittelbairischen geht auf die Mundart des durch die bairische Ostsiedlung entstandenen babenbergischen Herrschaftsgebietes Ostarrichi zurück.
Bei der Volkszählung 2001 haben 862 Personen (98,4 %) Deutsch als Umgangssprache angegeben, 14 (1,6 %) eine sonstige Sprache.

### Religion
Bei der Volkszählung 2001 haben in St. Thomas am Blasenstein 842 Personen (96,1 %) römisch-katholisch als Religionsbekenntnis angegeben, 10 (1,1 %) islamisch, 4 (0,5 %) evangelisch, 20 (2,2 %) der Einwohner haben sich zu keiner Religion bekannt.

## Kultur und Sehenswürdigkeiten

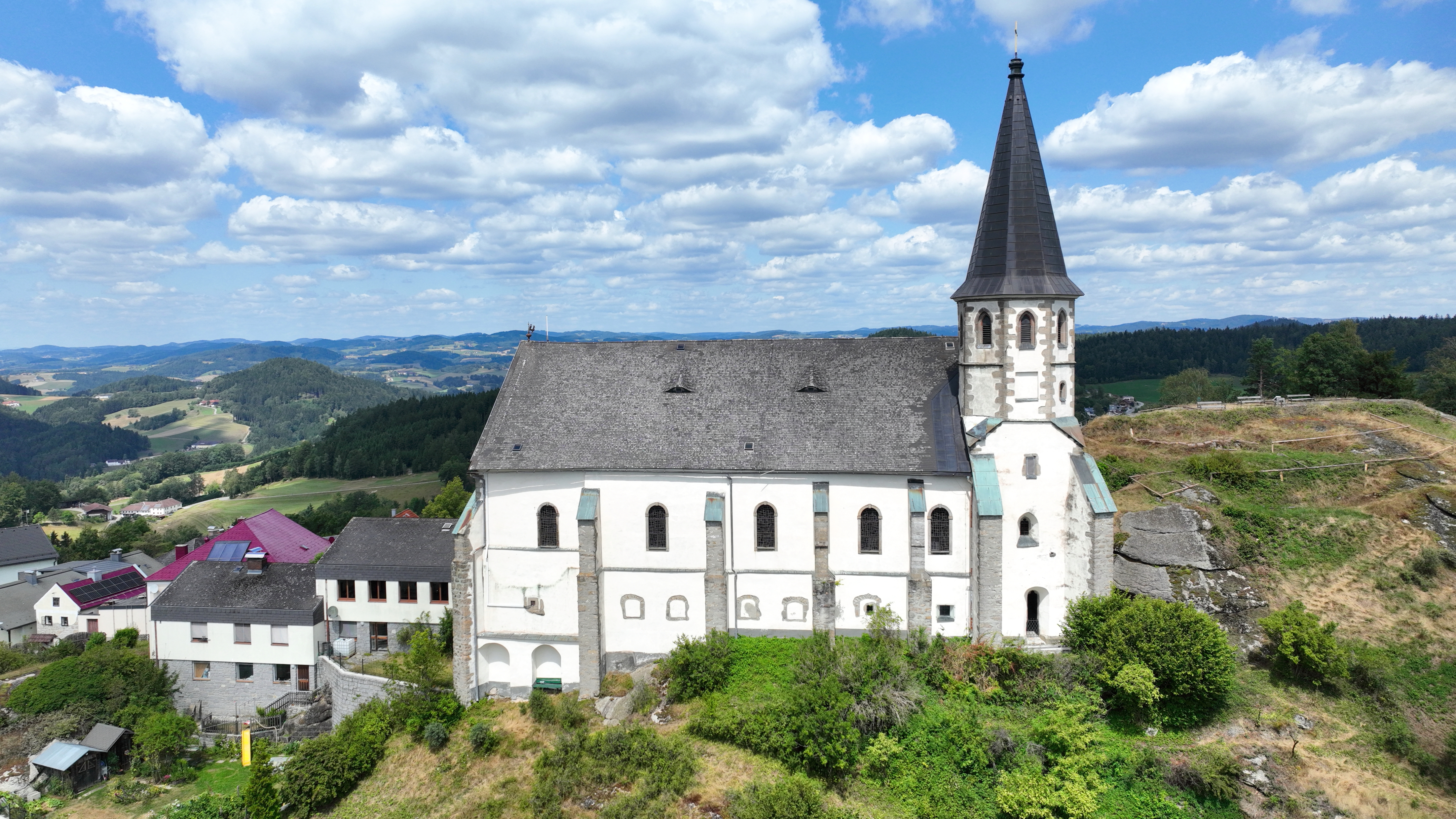
Pfarrkirche St. Thomas am Blasenstein

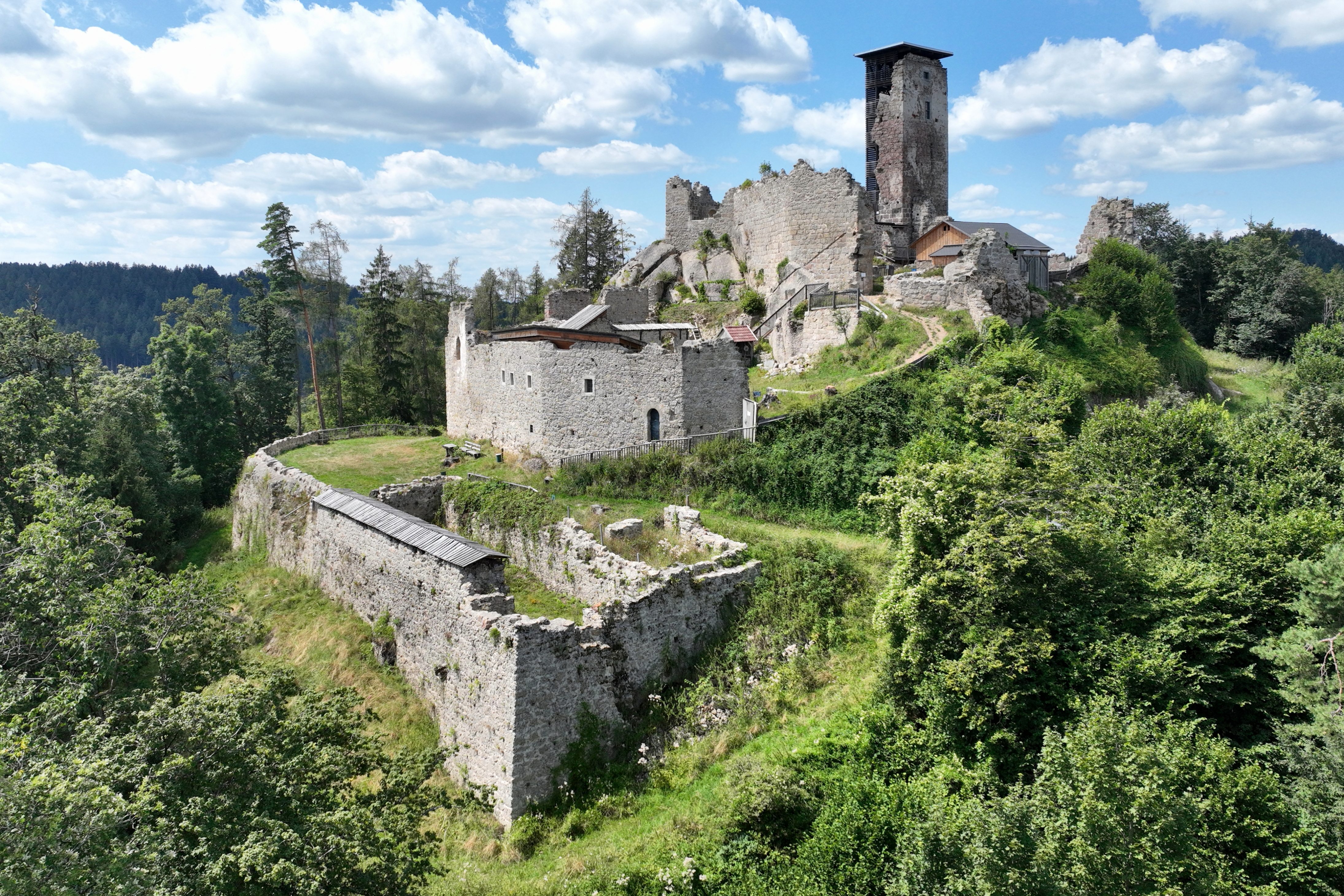
Burgruine Klingenberg

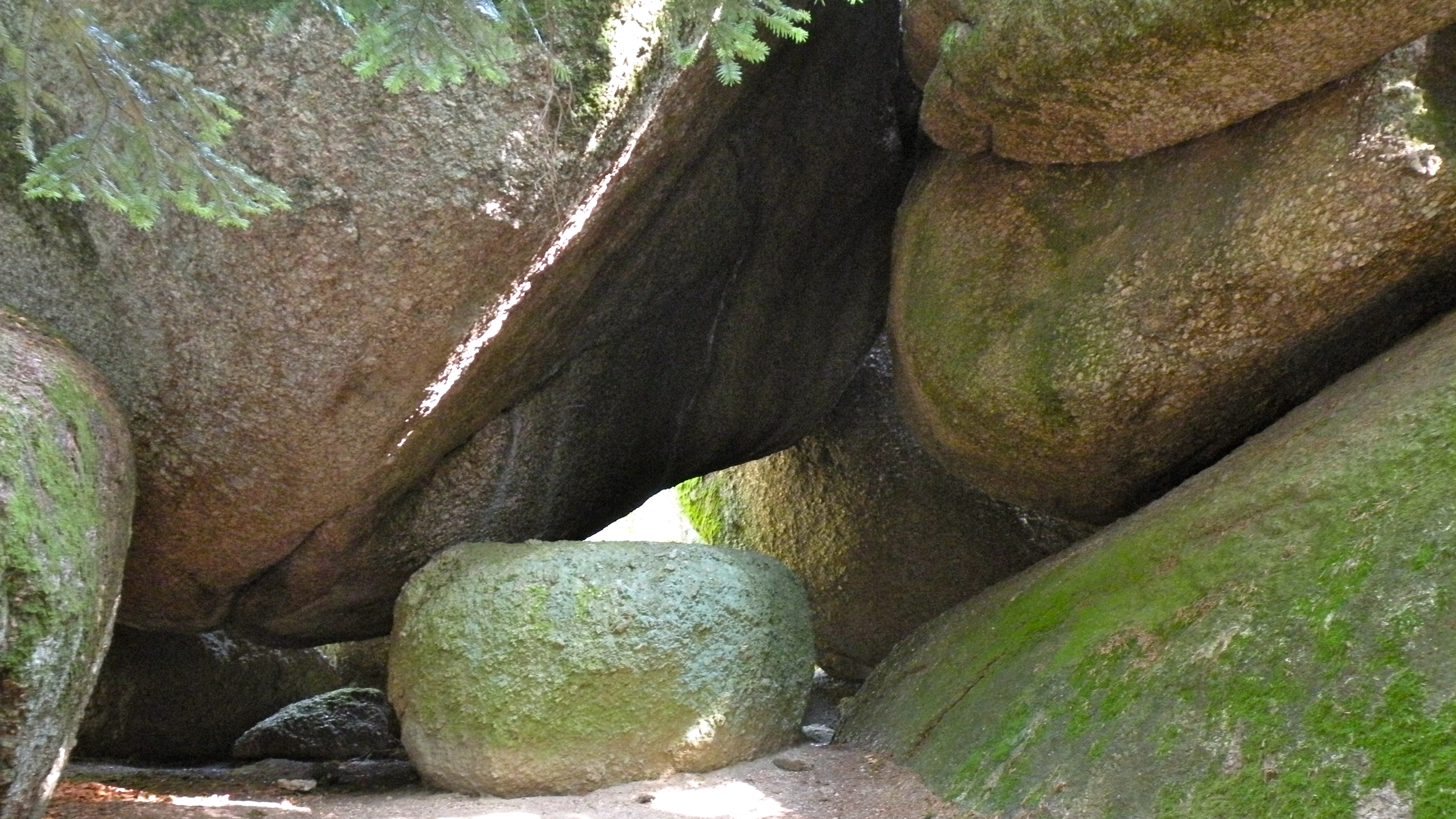
Naturdenkmal Zigeunermauer

- Katholische Pfarrkirche St. Thomas am Blasenstein
- Luftg’selchter Pfarrer (mumifizierter Leichnam)
- Oberer und unterer Burgstall Blasenstein
- Naturdenkmal Zigeunermauer
- Naturdenkmal Einsiedlerstein (Phallusstein)
- Burgruine Klingenberg
- Burgruine Saxenegg
- Pechölsteine (insgesamt sieben, davon zwei als Naturdenkmale geschützt, siehe dazu auch Pechölbrennen im östlichen Mühlviertel)
- Naturdenkmal Wackelstein
- (ehemaliges Puppenhausmuseum Sankt Thomas am Blasenstein: 2010–2018)

In St. Thomas am Blasenstein besteht eine Reihe von Vereinen, die den kulturellen Bedürfnissen der regionalen Bevölkerung nachkommen, darunter ein Musikverein, eine Goldhaubengruppe und eine Volkstanzgruppe.
Die Gemeinde verfügt über einen Fußballplatz, Skaterplatz, Tennisanlagen sowie eine Stockhalle. Die Betreuung der Sportanlage obliegt den einzelnen Sektionen der Turn- und Sportunion.
Im Gemeindegebiet verläuft ein Wanderwegenetz von insgesamt 74 Kilometern mit neun Wanderwegen, die zwischen zwei und achtzehn Kilometer lang sind, weiters ein Radwege und Reitwegenetz. Über das Gemeindegebiet verläuft auch ein Teil der ältesten ausgeschilderten Mountainbike (MTB)-Strecke Österreichs.
Seit August 2011 ist in St. Thomas am Blasenstein der Kumm-Discgolf-Parcours in Betrieb. Dieser umfasst 18 Bahnen, aufgeteilt in zwei 9er-Schleifen und eine eigene Übungsbahn.

## Wirtschaft und Infrastruktur
St. Thomas am Blasenstein verfügt über eine örtlich und regional tätigen Unternehmen sowie öffentliche Einrichtungen, die im Wesentlichen der Nahversorgung dienen, darunter mehrere Gaststätten, Transportunternehmen, Sägewerke, ein Einzelhandelsgeschäft, mehrere kleine Dienstleistungsunternehmen aus der Finanz-, Versicherungs-, EDV- und Personalberaterbranche, sowie Filialen eines Geldinstituts und einer Lagerhausgenossenschaft.
Überregional tätig ist das Großhandelsunternehmen Konstant Arbeitsschutz und die Naderer Bus-Touristik.
Die Marktgemeinde ist eine von 18 Gemeinden der Leader-Region Strudengau. Zu den bereits umgesetzten Leaderprojekten in der Gemeinde zählt der 2011 eröffnete Disc-Golf-Parcours.
Am 1. Jänner 2001 waren in St. Thomas am Blasenstein 158 Personen beschäftigt. Von den der Gemeinde wohnenden 350 Erwerbstätigen pendelten 228 zu ihren Arbeitsplätzen außerhalb der Gemeinde, während gleichzeitig 36 Personen zu ihrem Arbeitsplatz nach Windhaag pendelten.
134 Arbeitsplätze der Einwohner befinden sich in einer anderen Gemeinde des Bezirkes Perg, überwiegend in Perg und Pabneukirchen und 75 außerhalb des Bezirks Perg in Oberösterreich, überwiegend in Linz-Stadt und Freistadt. Die restlichen Arbeitsplätze befinden sich in anderen Bundesländern, vereinzelt auch im Ausland. 12 Personen aus dem Bezirk Perg haben ihren Arbeitsplatz in St. Thomas, der Rest der Einpendler kommt aus anderen Bezirken von Oberösterreichs bzw. anderen österreichische Bundesländern.
2001 waren von den erwerbstätigen Personen der Gemeinde St. Thomas 23,0 Prozent in der Land- und Forstwirtschaft, 32,5 Prozent in Industrie, Gewerbe und Bauwesen sowie 44,2 Prozent im Dienstleistungsbereich tätig. Der Anteil der in der Land- und Forstwirtschaft tätigen Personen betrug 1981 noch 42,1 Prozent. Die Arbeitsplätze in St. Thomas bestanden zu 55,7 Prozent in der Landwirtschaft, zu 4,4 Prozent in Industrie, Gewerbe und Bauwesen sowie zu 39,9 Prozent im Dienstleistungsbereich. 1981 waren noch 78,4 Prozent der Arbeitsplätze in der Land- und Forstwirtschaft zu finden.

### Infrastruktur
St. Thomas am Blasenstein verfügt über eine örtliche Freiwillige Feuerwehr. Die Stromversorgung erfolgt durch die Linz AG. Im gemeindeeigenen Bauhof sind drei Mitarbeiter beschäftigt. Es besteht eine örtliche Trinkwasserversorgung und Abwasserbeseitigung.

### Verkehr
Die nächsten Haltestellen und Bahnhöfe der Donauuferbahn befinden sich in einer Entfernung von 15 bis 17 Kilometern in Perg (Landesstraße L 1424 und L 1434), Arbing (L 1434, L 1423 und L 1428) und Grein (L 573).
Richtung Süden schließen die Landesstraßen an die B 3 Donau Straße an, Richtung Norden führt die L 1432 zur B 124 Königswiesener Straße. Es verkehren täglich einige Buslinien Richtung Grein, Bezirkshauptstadt Perg und Landeshauptstadt Linz.

### Bildung
In St. Thomas am Blasenstein besteht seit 1979 ein Gemeindekindergarten, der seit 2009 zweigruppig geführt wird. Die Volksschule wird im Schuljahr 2010/2011 dreiklassig geführt. Die Mittelschule kann in Pabneukirchen oder Bad Kreuzen besucht werden. Die nächsten höheren Schulen befinden sich in Perg und Baumgartenberg.

## Politik

### Gemeinderat
Der Gemeinderat hat 13 Mitglieder.
- Mit den Gemeinderats- und Bürgermeisterwahlen in Oberösterreich 1997 hatte der Gemeinderat folgende Verteilung: 10 ÖVP und 3 SPÖ.[18]
- Mit den Gemeinderats- und Bürgermeisterwahlen in Oberösterreich 2003 hatte der Gemeinderat folgende Verteilung: 10 ÖVP und 3 SPÖ.[19]
- Mit den Gemeinderats- und Bürgermeisterwahlen in Oberösterreich 2009 hatte der Gemeinderat folgende Verteilung: 10 ÖVP und 3 SPÖ.[20]
- Mit den Gemeinderats- und Bürgermeisterwahlen in Oberösterreich 2015 hatte der Gemeinderat folgende Verteilung: 11 ÖVP und 1 SPÖ.[21]
- Mit den Gemeinderats- und Bürgermeisterwahlen in Oberösterreich 2021 hat der Gemeinderat folgende Verteilung: 10 ÖVP und 3 SPÖ.[22]

Bei den Gemeinderatswahlen verfügt die ÖVP seit 1945 über die absolute Mehrheit der Stimmen und Mandate, wobei sich der Stimmenanteil zwischen 94,3 % der abgegebenen Stimmen im Jahr 1949 und 72,7 % im Jahr 1997 bewegte. Der Rest der Stimmanteile entfiel zum größeren Teil auf die SPÖ, die zwischen 5,7 % im Jahr 1949 und 27,9 % im Jahr 2003 schwankte. Die FPÖ kandidierte nur in den Jahren 1991 und 1997 und erreichte 13,1 bzw. 5,5 % der abgegebenen Stimmen.

### Bürgermeister
Bürgermeister seit 1850 waren:
- Kolmanus Friedl (1850 bis 1861)
- Jakob Walterer (1861 bis 1864)
- Mathias Nenning (1864 bis 1867)
- Anton Floimayr (1867).
- Jakob Walterer (1867 bis 1870)
- Mathias Nenning (1870 bis 1873)
- Josef Nenning (1873 bis 1876)
- Josef Friedl (1876 bis 1879)
- Mathias Nenning (1879 bis 1882)
- Josef Friedl (1882 bis 1894)
- Michael Nenning (1894 bis 1901)
- Franz Naderer (1901 bis 1919)
- Franz Ahorner (1919 bis 1945)
- Ignaz Ebenhofer (1945 bis 1952)
- Johann Ebner (1952 bis 1961)
- Franz Frühwirt (1961 bis 1983)
- Alois Nader (1983 bis 1997)
- Johannes Nenning (ÖVP) (1997 bis 2014)
- Michael Naderer (ÖVP) (2014 bis dato)

### Wappen
Die Verleihung des Gemeindewappens und die Genehmigung der vom Gemeinderat am 20. Juni 1975 festgesetzten Gemeindefarben durch die oberösterreichische Landesregierung erfolgte am 11. August 1975. Die Erhebung zum Markt in Anerkennung der historischen Bedeutung beruht auf einem Sitzungsbeschluss der oberösterreichischen Landesregierung vom 13. Oktober 1975.
Das Wappen zeigt eine Säule aus Granit auf dem Blasenstein und stellt ein für das Mühlviertel typisches religiöses Kleindenkmal aus dem Beginn des 18. Jahrhunderts dar.
Mit der neuzeitlichen Wappenverleihung und der Anerkennung als Markt wurde von der Landesregierung ein bis dahin umstrittener, unklarer Zustand endgültig bereinigt.
Die in den Jahren 1927 und 1928 von der oberösterreichischen Landesregierung durchgeführten Untersuchungen und der daraus resultierenden Bestätigung der zu diesem Zeitpunkt bestehenden Stadt- und Marktrechte hatte im Gegensatz den im gleichen Rang stehenden Orten Struden und Gaflenz im Falle von St. Thomas am Blasenstein nicht zu einer Anerkennung geführt. Es konnte auch kein urkundlicher Beleg für die Führung eines Wappens erbracht werden.
Adolf Winkler beschrieb in seiner 1876 erschienenen Arbeit als Marktwappen von St. Thomas einen blauen Schild mit dem weiß gekleideten Apostel, der in der Rechten eine goldene Lampe und in der Linken ein rotes Buch hält. Diese Angabe wurde auch von Georg Grüll in seinem Aufsatz über die Marktwappen im Bezirk kritiklos übernommen und in mit einer entsprechenden Zeichnung dargestellt.
Das offiziell verliehene Gemeindewappen beruht auf einem Entwurf von Alois Lueger aus Perg und kam über Anregung des Oberösterreichischen Landesarchivs zustande.
Blasonierung: Zwischen zwei grünen, oben auswärts und unten einwärts gebogenen Flanken in Silber ein schwarzer Bildstock (Marterl) mit achtseitigem Pfeileroberteil und laternenförmigem Aufsatz, oben besteckt mit einem Patriarchenkreuz. Die Gemeindefarben sind Grün-Weiß.

## Persönlichkeiten
- Franz Xaver Sydler de Rosenegg (* 4. Mai 1709; † 2. September 1746), Luftg’selchter Pfarrer
- Lina Wasserburger (1831–1901), in St. Thomas geborene Schriftstellerin
- Karl Waldeck (* 22. September 1841 in St. Thomas am Blasenstein; † 25. März 1905 in Linz) war Komponist, Domorganist und Domkapellmeister in Linz
- Franz Salzbauer (* 4. August 1877 in Mauthausen; † 16. Dezember 1955 in Perg), Ehrenbürger von St. Thomas (26. April 1931, Bürgermeister war damals Franz Ahorner) 33 Jahre, 1902–1935, Lehrer bzw. Oberlehrer in St. Thomas, Initiator der Elektrifizierung des Ortes, Gründungsmitglied der Feuerwehr und der Musikkapelle, große Verdienste um die Vereine und die Landwirtschaftliche Genossenschaft, Initiator der Wegmarkierungen u. v. a.; verh. mit Cäzilia, geb. Schläger, Handarbeitslehrerin, zwei Kinder.
- Herbert Hiesmayr (1940–2016), Pädagoge, Maler, Autor und Heimatforscher, Ehrenbürger von St. Thomas am Blasenstein und Konsulent für Kulturpflege der  Landesregierung von Oberösterreich.